# 可部鉄道部
可部鉄道部（かべてつどうぶ）は、広島県広島市安佐北区可部2丁目にあった西日本旅客鉄道（JR西日本）の鉄道部の一つである。

## 概要
ローカル線の活性化と効率的な鉄道運営ができるように1991年4月1日から鉄道部制度を導入し、横川駅構内をのぞく可部線全線を可部鉄道部が運営するように改められた。
鉄道部は可部駅構内に設けられ、広島支社が管轄していたが、のちに廃止された。

## 乗務員乗務範囲
- 山陽本線：広島駅 - 横川駅間
- 可部線：全線

## 歴史
- 1991年（平成3年）4月1日：鉄道部制度に伴い、第2次鉄道部として発足[3][4]。
- 2003年（平成15年）11月30日：可部駅 - 三段峡駅間が廃止[5]。
- 2006年7月1日：廃止。広島支社の直轄となる。